# Павловский парк
Павловский парк — пейзажный парк в составе Государственного музея-заповедника «Павловск». Расположен в долине реки Славянки в городе Павловске под Санкт-Петербургом, памятник русского классицизма конца XVIII — начала XIX веков с коллекциями русского, западноевропейского и античного искусства. Площадь парка составляет около 600 га.
Парк включает семь ландшафтных районов: Придворцовый, Долина реки Славянки, Большая звезда с долиной прудов, Старая Сильвия, Новая Сильвия, Парадное поле и Белая Берёза. Центром композиции парка является Павловский дворец. Украшением парка служат павильоны различного характера: классические (Храм Дружбы, Колоннада Аполлона, Вольер, Холодная баня, Круглый зал, Розовый павильон); пасторальные (Молочня, Пиль-башня), мемориальные (Памятник родителям, Мавзолей супругу-благодетелю), а также мосты над Славянкой, мраморная и бронзовая скульптура. В создании парка, дворца и павильонов приняли участие архитекторы Чарлз Камерон, Винченцо Бренна, Пьетро Гонзаго, Андрей Воронихин, Карл Росси, Андрей Штакеншнейдер. Павловский дворцово-парковый ансамбль является объектом культурного наследия федерального значения.

## Физико-географическая характеристика парка

### Рельеф и геологическое строение
Парк расположен на Приневской низменности, на склоне Балтийско-Ладожского уступа, в долине протекающей по его территории реки Славянки, с извилистым руслом и живописными холмистыми берегами. В палеозое 300—400 миллионов лет назад вся эта территория была покрыта морем. Осадочные отложения того времени — песчаники, пески, глины, известняки — мощной толщей (свыше 200 метров) покрывают кристаллический фундамент, состоящий из гранитов, гнейсов и диабазов. Современный рельеф образовался в результате деятельности ледникового покрова (последнее, Валдайское оледенение, было 12 тысяч лет назад). После таяния ледника возникло Литориновое море. 4 тысячи лет назад море отступило и образовалась долина реки Невы, в которую и впадает река Славянка. Долина сложена озёрно-ледниковыми и постледниковыми отложениями.
|                                       |                                   |                         |                       |               |
| Висконтьев мост через Славянку. Осень | Ручная белка у Розового павильона | Зима в Павловском парке | Колонна княгини Ливен | Озеро Круглое |

### Почвы, растительный и животный мир
До основания парка эта территория была покрыта низинными болотами и хвойными лесами (сосновыми и еловыми) с примесью широколиственных пород. Преобладают поверхностно-подзолистые в сочетании с торфяно-подзолисто-глеевыми почвами. В результате интенсивной хозяйственной деятельности людей естественный ландшафт во многих районах парка уступил место культурному.
В 1978—1983 годах в парке насчитывалась 361 тысяча деревьев, представленных 54 видами: 16 видов елей, сосны, лиственницы, пихты; по два вида берёз, ив и лип; дубы, вязы, ольха серая, осины, рябины, черёмуха обыкновенная; 88 видов кустарников, из них преобладали акация жёлтая, спиреи, дёрен белый, ивы кустарниковые. При наблюдениях 1978 года был зарегистрирован 71 вид птиц, принадлежащих к 28 семействам и 9 отрядам. Из млекопитающих здесь обитают белки, зайцы-беляки, ласки, горностаи, кроты, бурозубки, ежи, рыжие полёвки и ондатры; зимой в парк заходят лисицы, кабаны и лоси. Из земноводных здесь можно увидеть травяную лягушку, жабу обыкновенную; из рептилий — живородящую ящерицу. Насекомые представлены 87 видами, относящимися к 46 семействам.

## История

### Предыстория парка
На месте современного Павловска ещё в XIII веке новгородцами была построена деревянная крепость, названная ими «Городок на Славянке»; эти земли входили в Водскую пятину Новгородской земли.
В середине XVIII века сразу за Царским Селом начинался хвойный лес, местами заболоченный, возле которого стояли деревни Линна (фин. linna — город, крепость, по находившейся рядом шведской крепости на месте теперешней Мариинской улицы (с 1918 г. по 2003 г . — улица Работницы) и Сеппеля (фин. seppelae — кузница, на месте теперешних Оранжерей). В окрестностях деревень любила охотиться Екатерина II, наезжавшая сюда со свитой из Царского Села. Два деревянных домика с названиями «Крик» (сгорел во время оккупации) и «Крак» (разобран в 1929 году), выстроенные в лесу на берегах Славянки, служили для кратковременных остановок императрицы во время охоты. 12 декабря 1777 года 362 десятины (395,49 га) земли по берегам Славянки, с лесными угодьями, пашнями, двумя небольшими деревнями с крестьянами Екатерина II пожаловала своему сыну, будущему императору Павлу I для устройства загородной дачи. Этот день считается датой основания Павловского села.

### Возникновение и развитие парка
Весной 1778 года здесь развернулись работы по обустройству загородной резиденции наследника престола: согнанные из окрестных деревень крестьяне и солдаты гарнизонных полков начали расчистку леса, прокладку просек и подготовку участков под строительство. К 1779 году были построены два небольших деревянных усадебных дома: для Павла Петровича — Паульлюст (нем. Paullust — Павлова утеха) и его супруги Марии Фёдоровны — Мариенталь (нем. Marientahl — Марьина долина). Около усадеб разбили небольшие садики с цветниками, от них проложили первые дорожки будущего парка. На реке Славянке были устроены искусственные острова и каскады. Возведены руины и беседка в китайском стиле. Все это образовало типичный пейзажный парк в «романтическом вкусе». Мария Фёдоровна стала душой этого строительства и организации сада; на первых порах он устраивался как парк её личных воспоминаний. Здесь соорудили несколько построек, напоминавших места детства Великой княгини в Монбельярском парке: хижину Пустынника, пастушескую хижину, молочню, ферму и другие. Настольной книгой для Марии Фёдоровны являлась поэма «Сады» Жака Делиля, известного теоретика садово-паркового искусства. Здания и парковые павильоны строили, подразумевая, «что местоположенье диктует зданью вид, размер и назначенье».

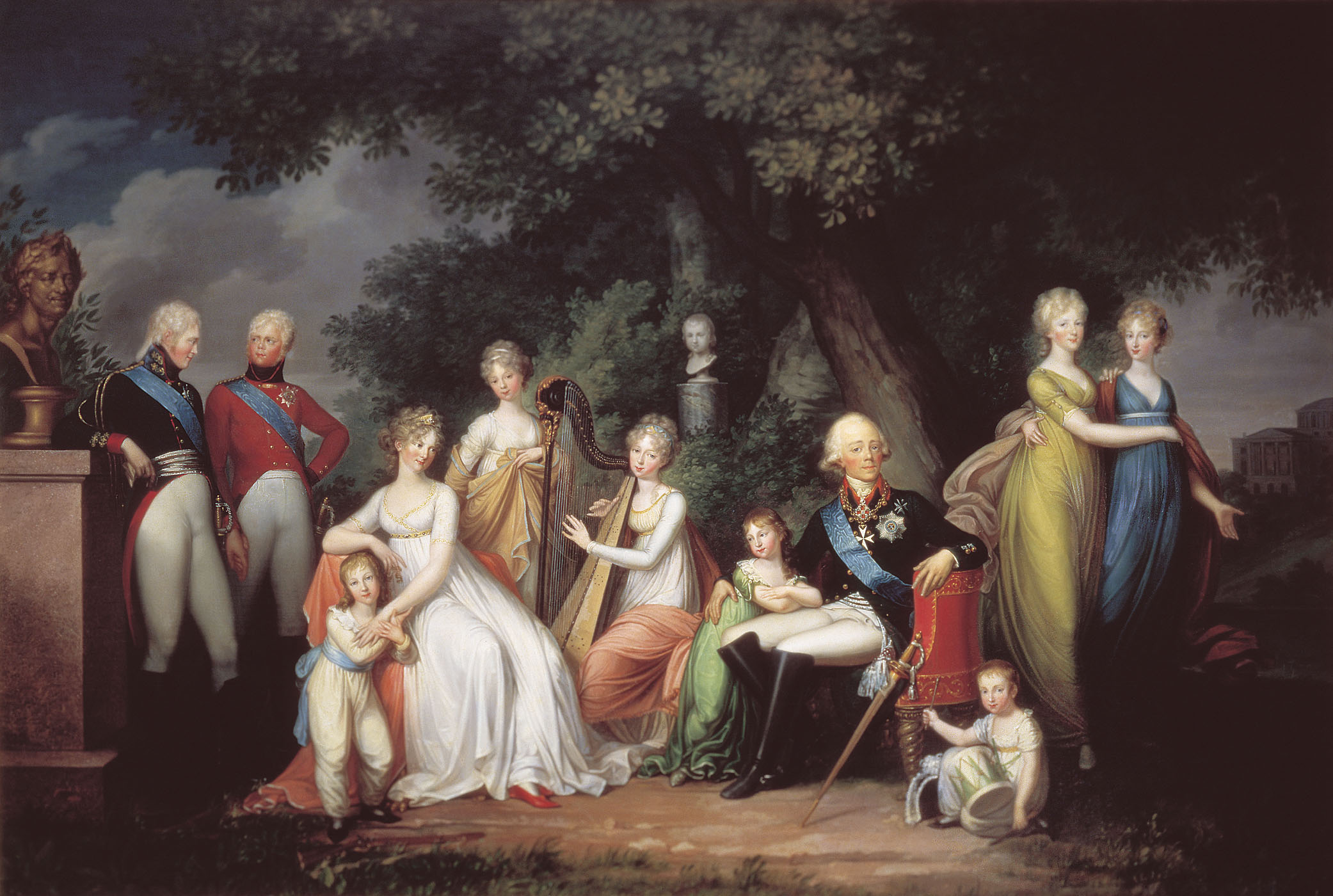
Герхард фон Кюгельген. Портрет Павла I с семьёй. 1800 г. Императорская семья изображена на фоне Павловского парка. Справа на заднем плане виден фасад Павловского дворца, обращенный к реке Славянке.

Однако скромные масштабы усадьбы вскоре перестали удовлетворять наследника престола, в связи с чем в 1780 году архитектору Ч. Камерону было поручено построить новый дворец. Таким образом было положено начало дворцово-парковому ансамблю, превращению скромной усадьбы в загородную резиденцию. Одновременно с разработкой проекта начались подготовительные работы: прокладка просек, расчистка леса, осушение местности.
Камерон наметил основные районы парка, их планировку и расположение архитектурных сооружений. Прилегающие к будущему дворцу участки Камерон решил сделать в стиле близком к регулярным садам, тогда как остальным районам парка придал в основном пейзажный характер. На ведущей от нового дворца широкой просеке Камерон разбил Тройную липовую аллею, ставшую главным парадным въездом в дворцовую усадьбу: здесь проходили церемонии дворцовых выездов, встреч и приёмов посещавших Павловск знатных гостей. Камероном были сооружены Храм дружбы, колоннада Аполлона, Вольер, павильон Трёх граций и другие постройки, призванные стать композиционными центрами парковых пейзажей. Основным прототипом пейзажной части парка соответственно моде того времени, эстетике «екатерининского классицизма» и личным пристрастиям императрицы Екатерины II считают английский парк в Стоу — классику английского «пейзажного стиля».

### Дворец
В 1782—1786 годах Камерон на правом берегу реки возвёл новый просторный дворец, который заменил разобранный «Паульлюст». Трёхэтажный дом в форме куба соединял характерные черты современных ему русских усадебных домов в стиле классицизма: перекрытие корпуса куполом; разделение фасада декоративными элементами; галереи, соединяющие части дома; двойные колонны; размещение постройки на возвышенности. Дворец так поставлен, что вид на него открывается из любого места тогда ещё небольшого парка. Река была у дворца была углублена и расширена — таким образом здание на крутом склоне с западной стороны открывалось взору подъезжающих в самом выгодном обрамлении: на фоне пейзажного парка, отражаясь в водах запруды.
В то же время, как был построен дворец, у его южного крыла был разбит Собственный садик регулярной планировки. Миниатюрный садик с шахматной планировкой, имея выход прямо из залов дворца, словно продолжает его внутренние покои. Центральная аллея Собственного садика из пирамидальных тополей, перекрытая трельяжем и ограниченная шпалерами небольшой высоты сориентирована строго по поперечной оси дома. Стриженые газоны походили на восточный ковёр с замысловатым орнаментом. В Садике были установлены мраморные вазы и бюсты, на летний сезон в него выносились кадки с экзотическими растениями. Рядом была создана Фамильная роща, призванная отмечать события в семейной жизни наследника, его жены и их детей.
В 1787 году в центре парадного двора установили гномон: Солнечные часы — увенчанную шаром колонну, от которой падала тень на деления, соответствующие каждому часу. В конце XIX века их перенесли на новое место ближе к Вольеру (не сохранились). Завершалась отделка Павловского дворца под руководством архитектора В. Бренны; он же расширил дворец, построив дополнительные корпуса. Во дворце начали проходить большие приёмы. По проекту Бренны в парке соорудили Большие круги, Большую каменную лестницу, спускающуюся к реке Славянке, Пиль-башню, районы Старая Сильвия и Новая Сильвия.

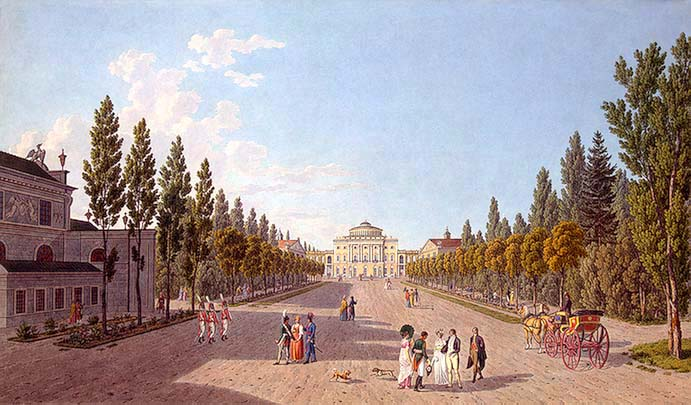
Лори Габриэль Людвиг Старший. 1808 г.
Вид на Павловский дворец с Липовой аллеи

### Павловск при Марии Фёдоровне
В 1788 году Павел I, предпочитавший в качестве резиденции Гатчину, подарил село Павловское своей жене Марии Федоровне. После смерти императора Мария Фёдоровна переехала в Павловск; при ней дворец и парк достигли своего расцвета. В 1808—1809 годах французским архитектором Ж. Тома де Томоном в парке был сооружён мемориальный мавзолей «Супругу-Благодетелю», посвященный памяти Павла I. Итальянский архитектор П. Гонзаго создал в парке новые районы: Большую Звезду с Долиной прудов; в северной части парка, вдоль берегов реки Славянки — Красную долину; в восточной части — Белую берёзу. В результате к концу первой четверти XIX века на берегах Славянки сложился грандиозный по художественному единству дворцово-парковый ансамбль, созданный выдающимися зодчими, художниками, скульпторами. Жизнь в Павловске была насыщена различными увеселениями и праздниками: здесь под звуки музыки устраивались пышные приёмы и встречи, проходили семейные вечера, давались обеды и ужины. В сооруженном в парке павильоне Молочня содержались голландские коровы и козы; Мария Фёдоровна в сопровождении фрейлин, одетых пастушками, несколько раз в неделю отправлялась туда доить коров. На окраине парка по её приказу соорудили ферму со скотным и птичьим дворами, вокруг которой на пастбищах и берегах Славянки паслись овечки. В 1807—1812 годах на окраине Белой берёзы архитектор А. Н. Воронихин соорудил Розовый павильон, окруженный кустами редчайших сортов роз; в честь окончания Отечественной войны 1812 года здесь были устроены праздничные торжества. После смерти в 1828 году вдовствующей императрицы Павловск перешёл к младшему брату императора Николая I великому князю Михаилу Павловичу.

### Пригородный парк
После смерти вдовы Павла I Марии Фёдоровны, никаких значительных работ в Павловском парке не велось. Из-за отсутствия должного ухода во второй половине XIX и начале XX века парк приходил в запустение, а постройки постепенно разрушались.

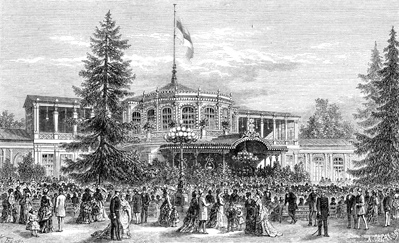
Павловский музыкальный вокзал

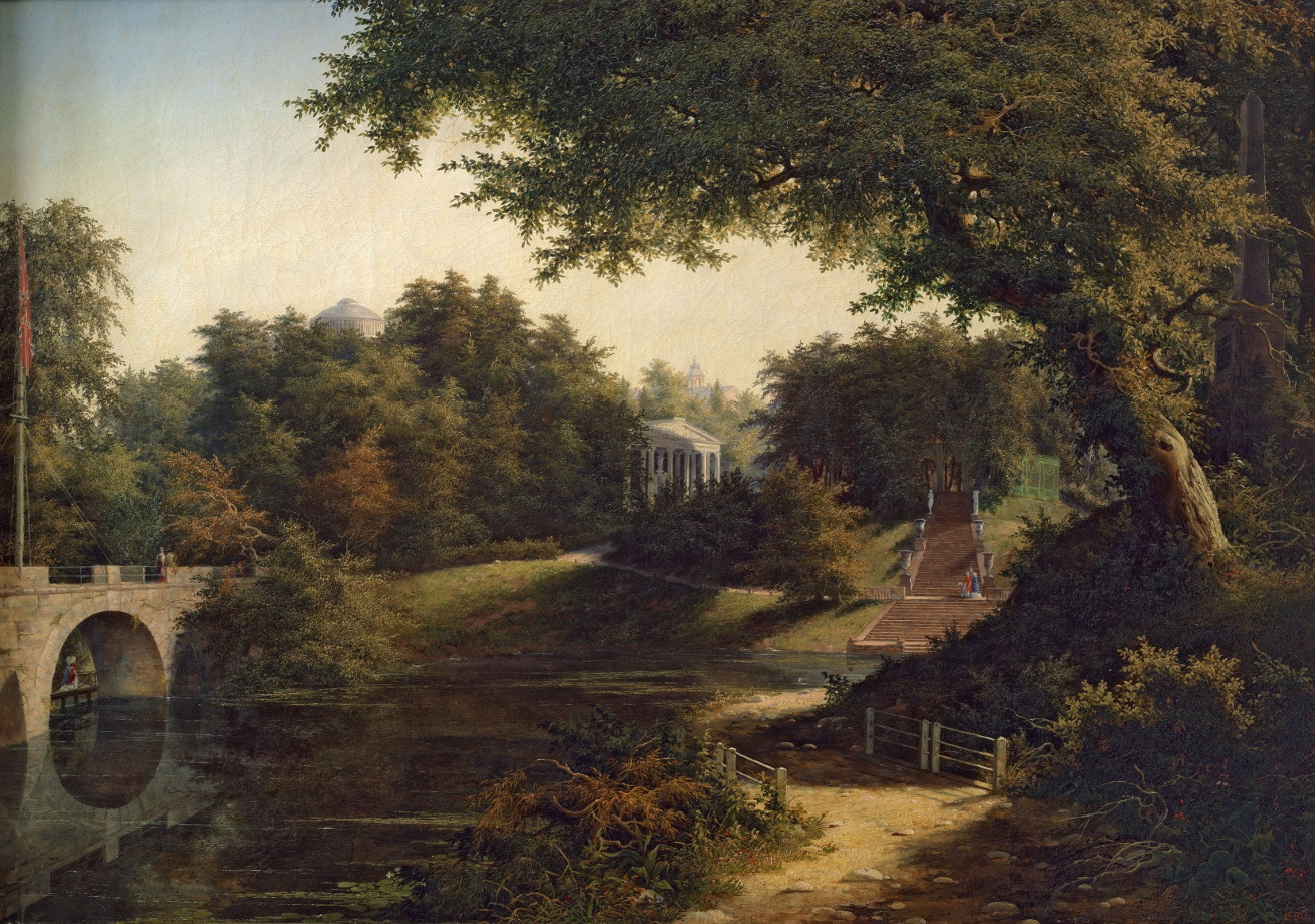
А. Я. Волосков. «Вид в Павловском парке». 1845 год

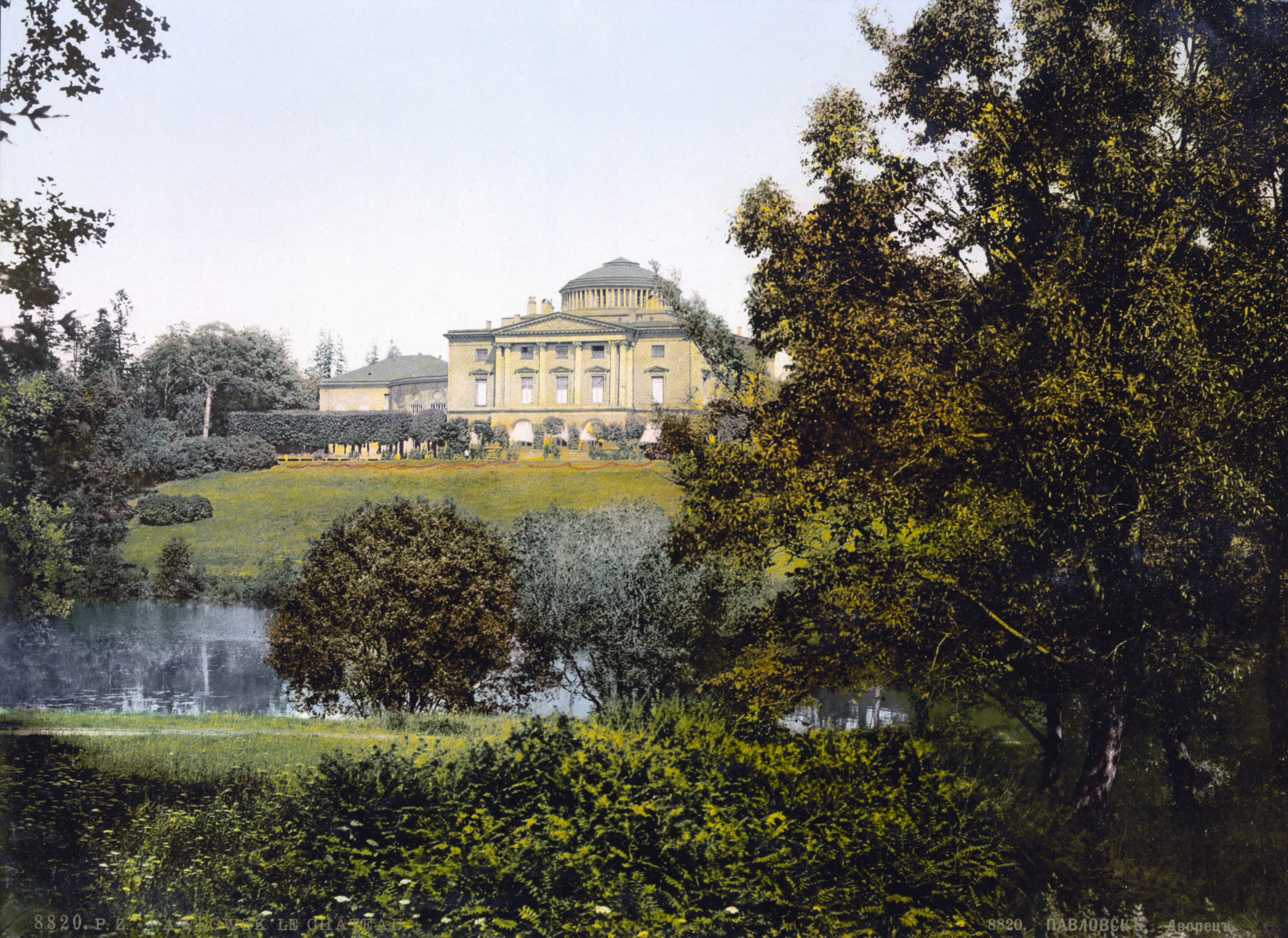
Вид из парка на Дворец.
Цветная фотолитография. 1905 год

В 1836 году между Павловском и Царским Селом для увеселительных бесплатных поездок проложили первую в России железную дорогу сначала на конной, а затем и на паровой тяге. Для приёма поездов прямо в парке, в районе Большой звезды, построили Павловский Воксал, а рядом с ним по проекту архитектора А. И. Штакеншнейдера соорудили курзал — зал для отдыха с концертным залом. 30 октября 1837 года первый поезд доставил пассажиров из Санкт-Петербурга в Царское Село. Торжественное открытие Музыкального курзала в Павловске с открытием движения состоялось 22 мая 1838 года. Со второй половины XIX века курзал стал местом музыкальных концертов с участием многих композиторов, дирижёров, певцов, инструменталистов; здесь дирижировал Иоганн Штраус (выступал около 10 лет), пел Фёдор Шаляпин, танцевала Матильда Кшесинская, выступали композиторы Бортнянский, Глинка, Бородин, Лядов, Рубинштейн, Римский-Корсаков, Чайковский, Лист, Шуман, Глазунов, Прокофьев, виолончелист Сэрвэ, скрипачи Винявский и Изаи и многие другие. Рядом был построен театр, где летом обычно давались спектакли с участием лучших столичных артистов. Мероприятия в курзале и театре проходили вплоть до Великой Отечественной войны, когда здания были сожжены. Ныне на этом месте находится площадка для гуляний.
В 1849 году Павловск перешёл во владение ко второму сыну Николая I — Великому князю Константину Николаевичу. При нём была приведена в порядок обширная библиотека дворца, устроена Картинная галерея, где были собраны произведения живописи, а также организован музей древних произведений искусства. По повелению Константина Николаевича галерея и музей были ежедневно открыты для обозрения с весны до поздней осени. Перед дворцом, в центре Парадного плаца, в 1872 году был установлен Памятник Павлу I работы скульптора И. П. Витали.
После кончины Константина Николаевича в 1892 году Павловск перешёл во владение к его сыну Великому князю Константину Константиновичу. В 1914 году на бывшей театральной площадке по неосуществлённому проекту 1816 года архитектора К. И. Росси был сооружён павильон Беседка Росси. Константин Константинович умер в Павловске в своём кабинете 2 июня 1915 года и был отпет в дворцовой церкви. Следующим и последним хозяином дворца стал его старший сын князь Иоанн Константинович, который проживал здесь вместе с семьёй вплоть до ноября 1917 года.

### Советское время
С ноября 1917 года парк был разделён на арендные участки под коммунальные, железнодорожные нужды, нужды агрономического института. Участки леса отданы на вырубку, целые поля были отведены под огороды. После революции в районе Парадного поля были погребены участники боёв под Павловском, на могиле сооружен памятник. В 1918 году дворец и парк были национализированы. Уже летом 1918 года в пригородные дворцы-музеи направляются организованные экскурсии трудящихся. В июне 1918 года открылся для посетителей дворец Павловска по 3 раза в неделю. Количество посетителей Павловского дворца росло, развивалась культурно-просветительская деятельность. В начале 1919 года в Павловском парке на базе Старо-Константиновского дворца организовали экскурсионную станцию с естественнонаучным уклоном, началась подготовка музейных инструкторов, дворец стал работать и в зимнее время (2—3 раза в неделю зимой и 5 раз в неделю в летний сезон). В 20-х годах по дворцу стали проводить первые тематические экскурсии на темы: «Павел в Павловске», «Тени прошлого во дворце», «Сказка дворца». В 1924—1926 годах С. В. Домбровский, работавший в должности хранителя и архитектора дворца и парка, занимался восстановлением и реставрацией построек. В 1924 году Павловский парк посетило 14 798 человек; Розовый павильон в летний период посетило 2 307 человек. Однако с 1926 года значительная часть коллекции была направлена в Государственный фонд для продажи иностранным коллекционерам. В итоге Павловский дворец лишился около 600 живописных работ, многих уникальных коллекций фарфора, старинной мебели, художественной бронзы и других предметов убранства. Некоторая часть музейных ценностей была передана Государственному Эрмитажу и другим музеям, где находится по сей день. Павловский парк начали использовать как место отдыха трудящихся. Для этого на летний сезон были организованы лодочная станция, зелёный пляж, открытая эстрада, тир, теннис, кегельбан, карусели, в парке расставлены гамаки и шезлонги; зимой — лыжная база, сани и другое. В концертном зале Розового павильона проводились встречи с поэтами, писателями, лекции; Пиль-башня использовалась как читальня; Холодную баню предполагалось использовать под души; в Вольере был устроен уголок живой природы для детей. Примерная посещаемость парка в 1934 году составила 500 тысяч посетителей.

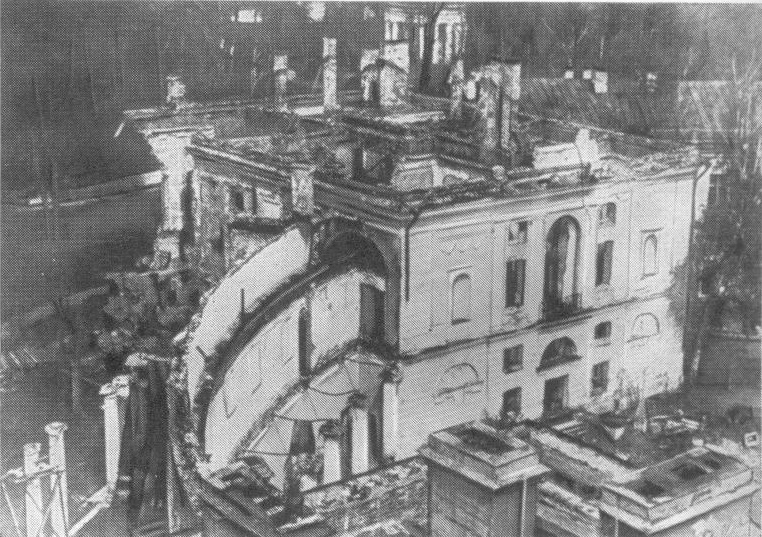
Разрушенный Павловский дворец после освобождения. Фото 1944 года

Только перед войной на правительственном уровне принимается решение о создании музея, но уже летом 1941 года сотрудники музея занимаются спасением музейных коллекций. В начале июля двумя партиями в город Горький было отправлено 2314 музейных предметов, а в середине августа третья партия из 3168 предметов отправлена в город Сарапул в Удмуртии. После начала блокады Ленинграда в начале сентября ещё три партии из 2180 музейных предметов отправили в Исаакиевский собор Ленинграда. Параллельно с этим велись работы по укрытию и консервации: предметы интерьера и античная скульптура были скрыты в подвале, засыпаны песком и замурованы, парковая скульптура была захоронена в тайниках. Планы укрытия скульптуры были секретными. С 15 сентября 1941 года по 24 января 1944 года Павловск находился в зоне немецкой оккупации. Во время войны дворец и парк сильно пострадали. Немцы довывезли все, что сотрудники музея не смогли вывезти или спрятать, вырубили более 70 тысяч деревьев на нужды обороны, а отступая, разрушили павильоны, взорвали мосты и сожгли дворец (пожар продолжался 24—26 января 1944 года). В результате за годы войны из Павловского дворца-музея было утрачено 8715 из имевшихся 22 133 музейных предметов. В 1944 году исполняющая обязанности директора музея А. И. Зеленова подавала рапорт: «Павловский парк сильно пострадал… имеются большие порубки, искажающие первоначальную планировку XVIII века. Часть парка, прилегающую ко дворцу со стороны города, можно считать совершенно погубленной. Разрушен Собственный Садик… сильно повреждены… Храм Аполлона, Храм Дружбы, Павильон Трёх Граций, Холодная баня, Вольер, Молочный домик… парк сильно обезображен… большими прорубками для топлива, блиндажей, бункеров и для завалов… лучшая часть парка занята гитлеровцами под кладбище».
С весны 1944 года начались работы по восстановлению Павловского дворца и парка. Таким образом, именно с Павловска началось возрождение пригородных дворцов-музеев и парков Ленинграда. С 1944 по 1978 годы работами руководила директор музея А. И. Зеленова. В 1946—1973 годах реставраторам под руководством Фёдора Олейника, Анатолия Трескина пришлось произвести поистине гигантскую работу. В Павловске была создана школа отечественной музейной реставрации. В 1957 году открыты для посетителей первые залы восстановленного Павловского дворца. В 1978 году Павловск стал первым возрождённым из руин дворцово-музейным комплексом пригородов Ленинграда. Реставрационные работы идут до сих пор.

### Современный период
В 1989 году Павловск был внесён в список всемирного наследия ЮНЕСКО (протокол ICOMO № 540—007 от 1990 г.).
В 1990-х годах в парке были проведены значительные реставрационные работы: в 1996 году закончено восстановление сожженного в годы войны «Розового павильона», начатое ещё в конце 1970-х годов; в 1997—1999 годах проведена реставрация Павловского дворца, в результате которой были открыты для обозрения жилые комнаты императрицы Марии Федоровны и обновлена музейная экспозиция «Русский жилой интерьер XIX века».
В 2006—2007 годах проведены реставрационные работы в павильоне «Храм дружбы» и на прилегающей территории парка, включая чугунный мостик с рельефными вазами и ажурными решётками. В 2010 году отреставрировали Колоннаду Аполлона и обводнили каскад за счёт подземных вод; провели реставрацию террасы Собственного садика и мраморной скульптуры Больших кругов. В 2011 году после реставрации открыли для посетителей Холодную баню и Пиль-башню; начали реставрацию Елизаветина павильона.
В дальнейшем планируется восстановить Музыкальный вокзал и Большие дворцовые оранжереи на правом берегу Славянки
На сегодняшний день более 42 объектов парка находятся под охраной Комитета по государственному контролю, использованию и охране памятников истории и архитектуры. Ежегодно Павловский парк посещают около полутора миллионов туристов.

## Районирование парка
Разделение парка на планировочно-пейзажные районы произошло ещё во времена его создания, когда до 1800 года из правобережной и левобережной частей имения Павловского выделялись сформированные парковые районы - Старая Сильвия, Большая Звезда, Белая Берёза. Позднее обособились Долина прудов, Красная долина, Новая Сильвия и Парадное поле. Классификация находимая в путеводителях В. Я. Курбатова и В. Н. Талепоровского в основном совпадает с современным районированием, закреплённым в путеводителе А. И. Зеленовой, где также дана традиционная нумерация районов парка. 

### Схема размещения достопримечательностей
I Центральный район
1. Павловский дворец и памятник Павлу I
2. Собственный садик
3. Павильон Трех граций
4. Тройная липовая аллея
5. Вольер
6. Лабиринт
7. Павильон Росси
8. Большие круги
9. Большая каменная лестница
10. Воздушный театр
11. Беседка Росси
12. Молочный домик
II Парадное поле
13. Мемориал памяти жертв Революции
14. Розовопавильонные пруды
15. Олений мост
16. Остров княгини Ливен
17. Колонна княгини Ливен
III Долина реки Славянки
18. Колоннада Аполлона
19. Холодная ванна
20. Мост Кентавров
21. Чугунные ворота с вазами
22. Горбатый мостик
23. Чёрный мост
24. Место старого Шале
25. Храм Дружбы
26. Чугунный мостик
27. Большой каскад
28. Круглое озеро
29. Висконтиев мост
30. Амфитеатр
31. Пиль-башня
IV Белая Берёза
32. Круг белых берез
33. «Самое красивое место»
34. Розовый павильон
V Старая Сильвия
35. Двенадцать дорожек
36. Памятник родителям
37. Руинный каскад
38. Старосильвийские пруды
VI Новая Сильвия
39. Статуя «Аполлон-Мусагет»
40. Колонна «Конец света»
41. Мавзолей «Супругу-благодетелю»
VII Красная долина
42. Новосильвийский мост
43. Руины
44. Елизаветин павильон
VIII Долина прудов
45. Круглозальные пруды
46. Новошалейные пруды
47. Венерин пруд и остров Любви
IX Большая Звезда
48. Круглый зал
49. Стадион
50. Место Музыкального вокзала
51. Вокзальные пруды
52. Площадь гуляний

## Павловский дворец

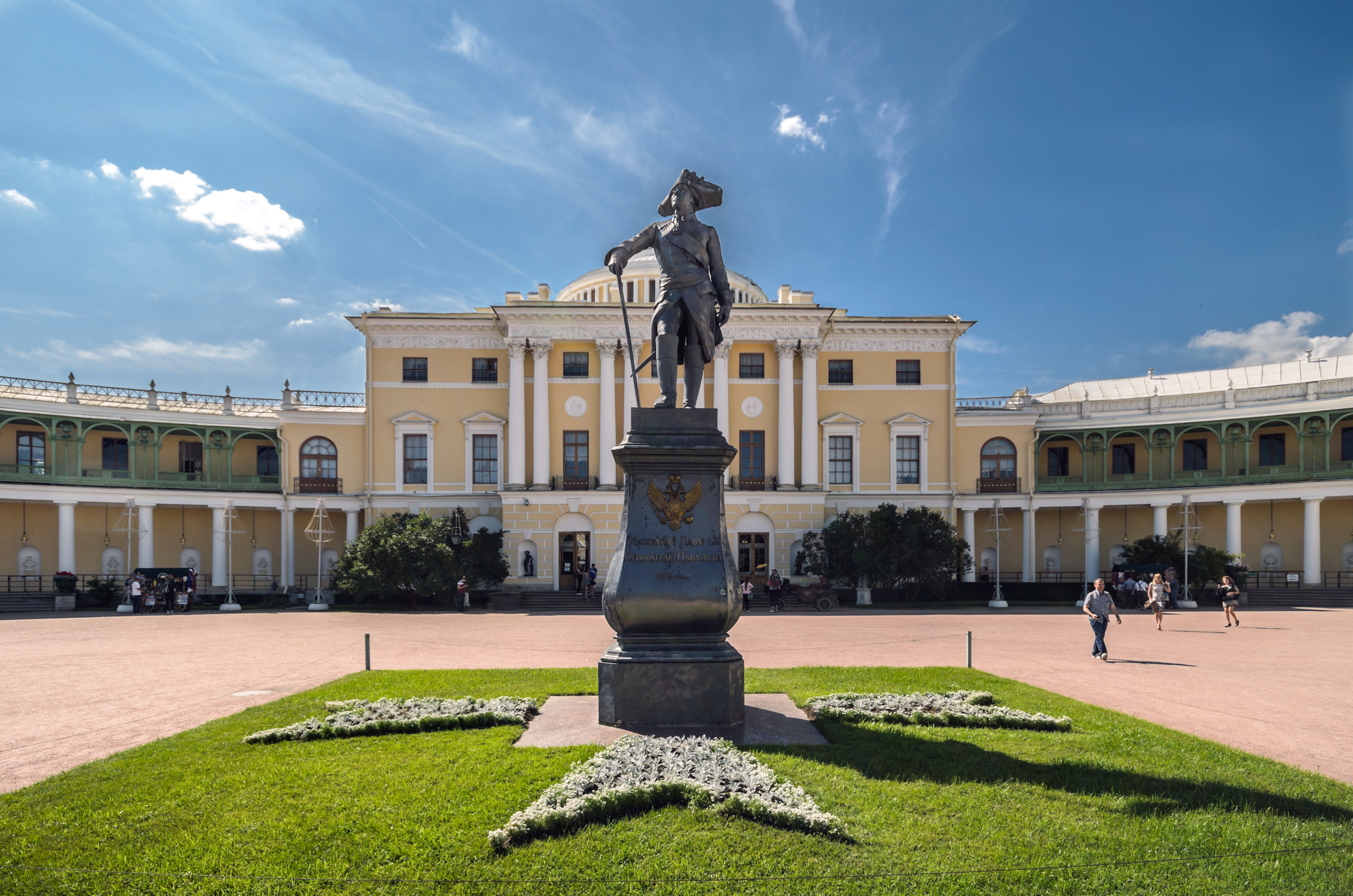
Памятник Павлу I в парадном дворе Павловского дворца

Большой дворец в Павловске (Павловский дворец) был построен в 1782—1786 годах по проекту шотландского архитектора Чарльза Камерона по образцу русской дворянской усадьбы. В 1786—1799 годах итальянский зодчий Винченцо Бренна перестроил и значительно расширил дворец, возвёл по бокам от служебных корпусов два полукруглых флигеля. В дальнейшем, после повреждения здания в результате пожара, восстановлением и переделками дворца, а также разработкой его интерьеров в 1800—1825 годах занимались архитекторы Андрей Воронихин, Джакомо Кваренги и Карл Росси. Во время Великой Отечественной войны дворец был сожжён отступающими немецкими войсками; его восстановление заняло несколько десятков лет и завершилось к 1978 году. Павловский дворец является композиционным центром Павловского дворцово-паркового ансамбля, памятником архитектуры русского классицизма, охраняется как объект культурного наследия федерального значения.
Дворец состоит из трёхэтажного главного корпуса и боковых флигелей, соединённых с ним полукруглыми галереями-переходами. Центральная часть лицевого, восточного фасада выделена ризалитом и портиком из четырёх сдвоенных колонн коринфского ордера, над которыми тянется фриз с лепным растительным орнаментом. Рустованные стены первого, цокольного этажа прорезаны плоскими арками с оконными и дверными проёмами и нишами по сторонам от входа. Главный корпус венчает купол с барабаном, окружённым колоннадой из 64-х дорических колонн. Во втором этаже дворца расположены Итальянский, Греческий, Кавалерский, Танцевальный залы, Большой или Тронный зал, Зал войны и Зал мира и другие парадные помещения.
В обе стороны от центрального корпуса идут полукруглые одноэтажные открытие галереи с дорическими колоннами, которые вместе с полукруглыми флигелями образуют парадный плац с памятником Павлу I в центре. Верхний ярус галерей имеет вид лёгкой аркады, ритмически согласованной с колоннадой нижнего яруса. Фасады павильонов, которыми заканчиваются галереи, украшены ионическими пилястрами и лепными орнаментами. Полукруглые флигели декорированы лепниной, а в их торцах поставлены четырёхколонные порталы.
Со стороны реки Славянки дворец выглядит иначе: отсюда он смотрится как высокий и лёгкий загородный дом на вершине зелёного склона. Западный фасад также украшает поставленный над цокольным этажом портик, однако, в отличие от лицевого фасада, колонны здесь поставлены разреженно и лишь крайние сделаны сдвоенными. Портик завершает лёгкий треугольный фронтон, над которыми возвышается густая колоннада купольного барабана.
С юга к Павловскому дворцу примыкает действующая православная Церковь Петра и Павла построенная в 1799 году по проекту архитектора В. Бренна, образа в иконостасе выполнил художник Дж. Кадес.
- Памятник Павлу I (1872, копия по оригиналу скульптора И. П. Витали, бронза) — установлен перед дворцом в центре Парадного плаца, охраняется как объект культурного наследия[* 2]. Император повёрнут лицом к входной аллее, «принимая гостей» в своей летней резиденции.

## Районы парка

### Центральный (Придворцовый) район
Прилегающие ко дворцу территории выполнены по планам Чарльза Камерона в регулярном стиле: их отличают чёткий рисунок дорог и клумб, стриженые деревья и кустарники. Здесь расположены охраняемые государством объекты культурного наследия: Собственный садик с павильоном Трёх граций, павильон Вольер, павильон Росси, Большие круги, Большая каменная лестница, Воздушный театр, Молочный домик и другие.
- Собственный садик площадью полгектара, разбитый в 1801—1803 годах архитектором Ч. Камероном, художником Ф. Виолье и садовым мастером А. К. Визлером, расположен между южным корпусом дворца и рекой, под окнами «личных комнат» императрицы; он замкнут стенами дворца и высокой кованной решёткой, а со стороны улицы — террасой и балюстрадой, которые визуально связывают пространство садика с дворцовыми помещениями. Собственный садик устроен в характере небольших французско-голландских садов, с чёткой геометрической планировкой, цветочными партерами, напоминающими красочные ковры; его украшают стриженые липы, пирамидальные тополя, мраморные статуи, бюсты и вазы[13].
  - Центральная аллея садика подходит к павильону Трёх граций (1800, архитектор Ч. Камерон, скульптор П. Трискорни), имеющему вид стройного 16-колонного античного портика ионического ордера с двухскатной крышей. На фронтонах помещены выполненные скульптором И. П. Прокофьевым лепные барельефы Аполлона с лирой, окруженного атрибутами искусства, и богини мудрости Минервы с эмблемами силы и славы. Орнаментальный лепной плафон украшен пышными розетками из акантовых листьев. В 1803 году в павильоне установлена скульптурная группа «Три грации» (копия со скульптуры Антонио Кановы), изваянная из цельной глыбы мрамора[13]: стройные фигуры граций поддерживают вазу, стоящую на колонне[34].
- Тройная липовая аллея ведёт от дворца к Парадному полю. Ряды старинных лип разделяют аллею на три части: широкую в центре, предназначавшуюся для проезда экипажей, и две узкие, служившие пешеходными дорожками.
- К югу по ходу — павильон Вольер, построенный в 1782 году в классическом стиле Ч. Камероном. Высокий центральный зал, увенчанный куполом, соединён крытыми дорическими колоннадами с боковыми помещениями. Карниз и купол были расписаны Иоганном Рудольфом и Иваном Ивановым под руководством В. Бренна. В Вольере была установлена привезённая из Италии статуя Флоры, в галереях жили экзотические птицы. В 1818 году Мария Фёдоровна выпустила птиц на волю, и Вольер стал цветочной оранжереей. В конце XVIII века вблизи Вольера В. Бренной был сооружён придворный деревянный театр, где устраивались спектакли. От разобранного в середине XIX века обветшавшего театра остались каменные Театральные ворота. В 1863 году с южной стороны Вольера был вырыт фигурный пруд со статуей Венеры в центре (в настоящее время в центре пруда находится мраморная статуя Венеры Италийской — копия итальянской работы начала XIX в. с оригинала Антонио Кановы[34]). Вольер пострадал во время войны и был отреставрирован в 1968 году как парковый павильон.
- В прилегающей к Вольеру части парка устроен Лабиринт — сложная система тропинок среди стриженных кустов.
- Далее по аллее — Павильон Росси, построенный на бывшей театральной площадке в 1913 году архитектором К. К. Шмидтом по неосуществленному проекту Карла Росси 1816 года, помеченный «Марии». Павильон представляет собой полукруглую беседку с колоннами и полукуполом, в центр которой помещён памятник императрице Марии Фёдоровне, отлитый в 1914 году скульптором В. А. Беклемишевым[35].
- Большие круги созданы в 1792—1799 годы В. Бренной в виде двух геометрически оформленных партеров с ковровыми цветниками, по центру которых устроены невысокие круглые террасы из туфа и ведущие к ним с четырёх сторон лестницы. На террасах помещены аллегорические белые мраморные статуи «Правосудие» и «Мир», выполненные в Венеции скульптором Пьетро Баратта в начале XVIII века[34] и взятые Бренной из Летнего сада.
- Большая каменная, также Итальянская лестница (1799, архитектор В. Бренна) спускается от Павловского дворца по крутому береговому склону в долину реки Славянки. Каменная лестница в 64 ступени украшена мраморными статуями львов и вазами сверху и парами чугунных львов снизу[34] и имеет площадку для отдыха. Чтобы визуально удлинить лестницу, Бренна суживает кверху ширину марша. Для убыстрения темпов строительства камень брался из Царского Села, с недавно законченной Ч. Камероном Каменной галереи. В работах участвовал мастер К. Висконти.
- Воздушный театр сооружён в 1811 году по проекту садового мастера А. И. Асмуса и архитектора А. Н. Воронихина в виде обсаженных зеленью трельяжных решёток, выполняющих роль стен и кулис[34].
- Турецкая трельяжная беседка, окружённая 16-ю чугунными вазами, создана архитектором К. И. Росси в 1815 году на месте разобранной турецкой палатки.
- К северу от аллеи — Молочный домик (Молочня), построенный в конце 1782 года архитектором Ч. Камероном в подражание альпийским сельским постройкам. Его стены были сложены из булыжного камня, крыша сделана из соломы. Внутри домика было три комнаты: в одной держали коров редких пород, во второй размещалась комната для гостей, в третьей производилась переработка молока. К концу XVIII века, со значительным увеличением поголовья коров, возникла необходимость в строительстве фермы на новых территориях парка, и Молочня превратилась в парковый павильон.

|                                                  |                 |                |                           |                  |
| Вид на павильон Трёх граций в Собственном садике | Павильон Вольер | Павильон Росси | Большая каменная лестница | Павильон Молочня |

### Парадное поле
Парадное поле (Парадное место) создано по проекту Винченцо Бренна в конце Тройной липовой аллеи и первоначально предназначалось для военных манёвров Павла I. После его смерти в 1803—1813 годах мастер Пьетро Гонзаго превратил этот район в живописный парк, где лужайки и рощицы сочетаются с деревьями и кустарниками, преимущественно северной и средней полосы России, строго подобранными с учётом их цветовой гаммы в разное время года. На Парадном поле расположены охраняемые государством объекты культурного наследия: Розовопавильонные пруды, Олений мост, Мемориал памяти жертв Революции и другие.
- Розовопавильонные пруды (1790-е, 1806—1807, художник-декоратор П. Гонзаго) — искусственные пруды, центр композиции поля, вокруг которого компонуются пейзажи.
  - В центре главного пруда насыпан остров, названный Островом княгини Ливен в честь подруги Марии Фёдоровны и воспитательницы великих княжон.
  - Олений мост (1879, инженер А. Н. Чикалёв)
- Колонна княгини Ливен
- Мемориал памяти жертв Революции — братская могила рабочих и красногвардейцев, погибших во время Октябрьской революции и Гражданской войны.

### Долина реки Славянки
Парк в районе долины реки Славянки был преобразован по проекту Чарлза Камерона в пейзажном стиле: извилистое русло реки и живописные холмистые берега, засаженные куртинами серебристых ив, дубов, кустовых лип и берёз. Благодаря плотинам по течению реки удалось создать многочисленные каскады, перекаты и широкие водные зеркала разливов. В формировании пейзажа долины приняли участие почти все работавшие в Павловске архитекторы: придворный участок реки до Висконтиева моста оформлен Камероном; между Висконтиевым и Пильбашенным мостами — Бренной; в Красной долине — Гонзаго. В долине реки Славянки расположены охраняемые объекты культурного наследия: Колоннада Аполлона, Холодная ванна, мост Кентавров, Чугунные ворота с вазами, Горбатый мостик, Чёрный мост, павильон «Храм дружбы», Чугунный мостик, Большой Каскад, Круглое озеро, Висконтиев мост, Амфитеатр, Пиль-башня и другие.
- Колоннада Аполлона — святилище греческого бога Солнца и покровителя искусств, была возведена в 1782—1783 году на берегу Славянки по проекту Ч. Камерона. Решена в виде двойного кольца дорических колонн из серого известняка, перекрытых архитравом, с копией статуи Аполлона Бельведерского посередине. В 1800 году по проекту архитектора Джакомо Кваренги от колоннады был устроен каскад, спадавший по каменным перекатам в реку. В 1817 году во время сильной ночной грозы часть колоннады рухнула, что придало сооружению характер романтической руины. Было решено оставить колоннаду в разрушенном состоянии, что открывает живописный вид на скульптуру Аполлона, которая стала видна из окон дворцовых залов[34]. В 2010 году на колоннаде были проведены крупные реставрационные работы, а каскад обводнён за счёт подземных вод[36].
- «Холодная ванна» (Холодная баня) — летняя мыльня, служившая местом закаливания Павла I, построена Ч. Камероном в 1799 году на берегу Славянки в виде ротонды с куполом. Здесь находились круглый зал с бассейном и фонтаном и примыкающая к ним прямоугольная раздевальня[34].
- Павильон отделен от Большого дворца мостом Кентавров (1795—1796, архитектор В. Бренна), выполненным из туфа и оформленным лёгкой кованной решёткой. Пьедесталы моста украшают мраморные фигуры кентавров, отлитые с римских скульптур II века[34].
- Рядом с этим местом в 1787 году Мария Фёдоровна положила начало Семейной роще, где по случаю рождения членов семьи императора сажали дерево, привязывая к нему табличку. Все таблички были сняты после революции 1917 года[34].
- Чугунные ворота с вазами возведены в 1820-х годах архитектором К. И. Росси.
- Два моста (Горбатый и Чёрный) перекинуты на небольшой остров в долине реки Славянки. Горбатый мостик (1784, архитектор Ч. Камерон) сложен их ноздреватого туфа в виде «руины»[34]. Чёрный мост над плотиной (1780-е, архитектор Ч. Камерон; 1799, архитектор В. Бренна) сделан из металла и украшен ажурной кованной решёткой[34].
- Место Старого шале. Шале было построено в 1780 году рядом с Ботанической аллеей и представляло собой одноэтажную круглую хижину с конусообразной соломенной крышей, с полукруглыми пристройками и прямоугольной пристройкой для кухни. Внутри шале располагались помещения: столовая с изысканным декором, стены и потолок которой были покрыты росписью, выполненной французским художником Виолье, и затянуты холстом; кабинеты Марии Федоровны и Павла Петровича. Вокруг хижины был разбит цветник и посажены фруктовые деревья. В 1920-х годах павильон значительно пострадал, а во время войны был окончательно уничтожен[37].
- Павильон «Храм дружбы» был задуман Павлом Петровичем и Марией Фёдоровной как ответный дар Екатерине II за павловские земли. Архитектор Ч. Камерон в 1780—1782 годах спроектировал храм в виде ротонды, охваченной кольцом каннелированных колонн дорического ордера, и поставил его на полуострове, образованном излучиной реки. Гладкие стены смягчены круглыми классическими барельефами на темы любви и дружбы. Фриз антаблемента украшен венками и фигурами дельфинов (символов дружбы в античной мифологии)[34]. Первоначально в Храме находилась большая мраморная статуя Екатерины II, но в 1791 году её подарили графу И. Г. Чернышеву, и в 1792 году здесь установили алебастровую фигуру императрицы в образе Цереры. Храм Дружбы предполагалось использовать для завтраков и ужинов в парке, поэтому на противоположном берегу Славянки была построена кухня в виде сельского домика (разобрана в начале XIX века).
- Переброшенный через Славянку Чугунный мостик, с изящными решётками и настилом из чугунных плит, отлитыми на Александровском чугунолитейном заводе в Петрозаводске, построен в 1823 году по проекту архитектора К. И. Росси[34].
- Напротив Храма дружбы в 1786—1787 годах по проекту Ч. Камерона был сооружен искусственный водопад — Большой Каскад. В 1792 году В. Бренна надстроил над ним декорацию в виде стены с балюстрадой и вазами. Каскад перестал действовать в 1850 году из-за разрушения водопровода.
- Круглое озеро (1781, архитектор Ч. Камерон).
- Висконтиев мост (1802—1803, архитектор А. Н. Воронихин, строитель К. Висконти) назван по фамилии его строителя.
- Амфитеатр устроен в 1793 году архитектором В. Бренна на высоком прибрежном холме, которому придали пирамидальную форму. Каменный Амфитеатр имел вид полукруглой площадки на фоне зелени, ниже спускались террасы с кулисами из деревьев, местами для оркестра, отдельным шпалерником; на соединённых лестницами террасах били фонтаны. Здесь устраивались театральные представления и праздничные иллюминации. Русло реки Славянки в этом месте было расширено, в результате чего образовался бассейн сложных очертаний, где с участием небольших судов и шлюпок разыгрывались водные пантомимы[34].
- На границе с Новой Сильвией расположена Пиль-башня — павильон, созданный 1797 году архитектором В. Бренной на месте Пильной мельницы. Расписанная П. Гонзаго круглая постройка с соломенной крышей и убогой лестницей, подкреплённой берёзовыми стволами, создавала иллюзию разрушенного временем здания нарядной архитектуры. Внутри башни помещался роскошный салон, декорированный кисеёй и украшенный лепкой и живописью, с мраморным камином и шитой золотом мебелью. По чугунной лестнице можно было подняться в комнату второго этажа, где любила отдыхать Мария Фёдоровна, игравшая роль маркизы, удалившейся на лоно сельской природы. У подножия башни находился мост с нарочито ветхой декоративной водяной мельницей, от которой исходил шум воды и мельничных колёс. В 1808 году архитектор Воронихин заменил водяную мельницу новым мостом с тонким рисунком чугунных перил[34].

|                    |                                |                               |            |                                       |
| Колоннада Аполлона | Холодная баня и Мост кентавров | Чугунный мостик и Храм Дружбы | Пиль-башня | Каменный амфитеатр. Фото 1900-х годов |

### Белая берёза
Огромный лесной массив (250 га) был создан в 1801—1828 годах художником-декоратором Пьетро Гонзаго в новом стиле русского пейзажного парка — парка-равнины, показывающего красоту скромной северной природы: с каждого поворота дороги можно любоваться всё новыми пейзажами, свободными от архитектурных сооружений, скульптуры и каскадов. В берёзовой роще расположен Розовый павильон и другие охраняемые государством объекты культурного наследия.
- Круг белых берёз — обрамлённая берёзами круглая площадь, от которой лучами расходятся семь дорог.
- «Самое красивое место» сочетает красоту живописных лугов, широко раскинувшихся вокруг тенистой рощи; здесь царит красота самой природы.
- Розовый павильон — одно из самых поэтичных сооружений Павловского парка — сооружён в 1811—1812 годах архитектором А. Воронихиным на границе между Парадным полем и Белой Березой. В то время это было лёгкое деревянное здание с колонными портиками, увенчанное небольшим куполом, окружённое кустами редчайших сортов роз. В 1814 году по проекту К. Росси и П. Гонзаго к нему пристроили Танцевальный зал. В начале XIX века Розовый павильон воспринимался как новый центр всего садово-паркового комплекса; в то время здесь собирались гости Павловска, в числе которых было немало деятелей культуры — поэтов, писателей, художников и артистов[34].

### Старая Сильвия
Старая Сильвия (лат. Silva — лес) — небольшой район парка с регулярной планировкой, спроектирован в начале 1790-х годов архитектором В. Бренной. Рощу, в которой преобладают хвойные породы деревьев, прорезают двенадцать дорожек, расходящиеся подобно лучам от круглой центральной площадки. В Старой Сильвии расположены Памятник родителям, Руинный каскад, Старосильвинские пруды и другие объекты культурного наследия.
- Двенадцать дорожек — композиция, центром которой является обрамлённая дубами площадка с бронзовой статуей Аполлона Бельведерского; от неё расходятся двенадцать дорожек, между которыми расставлены двенадцать бронзовых скульптур, отлитых по моделям скульптора Ф. Гордеева, сделанных со слепков Академии художеств: Венера Каллипига (или Прекраснобёдрая, богиня любви и красоты), Флора (богиня цветов), Меркурий (вестник богов), Евтерпа (муза лирической поэзии), Мельпомена (муза трагедии), Талия (муза комедии), Терпсихора (муза танца), Эрато (муза любовной поэзии), Полигимния (муза гимнов и красноречия), Каллиопа (муза эпической поэзии и песнопений), Клио (муза истории) и Урания (муза астрономии). Каждая из двенадцати дорожек заканчивается павильоном или скульптурой, связанной со статуей центральной площадки[34].
- Памятник родителям, сооружённый в 1786 году архитектором Ч. Камероном в виде прямоугольной эдикулы, замыкает перспективу одной из 12-ти дорожек. Полукруглая ниша украшена колоннами и пилястрами розового тивдийского мрамора, поддерживающими антаблемент. Изначально это был павильон памяти сестры Марии Фёдоровны — Фридерики. Но в течение нескольких следующих лет умирают ещё несколько родственников императрицы: сестра Елизавета, брат — герцог Карл, отец — герцог Фридрих Евгений Вюртембергский, а затем и мать — герцогиня Фридерика София Доротея[38]. После этих событий в 1807 году в нише была установлена мраморная скульптурная композиция работы И. П. Мартоса и павильон превратился в Памятник родителям[34].
- Руинный каскад создан в 1794 году архитектором В. Бренной между Старой и Новой Сильвией на реке Славянке. Каскад декорирован под античную руину с полуразрушенными декоративными туфовыми вазами, фигурами львов, берёзовыми стволами вместо перил. Вокруг в духе картин Юбера Робера были разбросаны фрагменты античных статуй, бюстов, обломки колонн, капители античных зданий[34].
- Старосильвийские пруды были созданы в 1790-х годах.

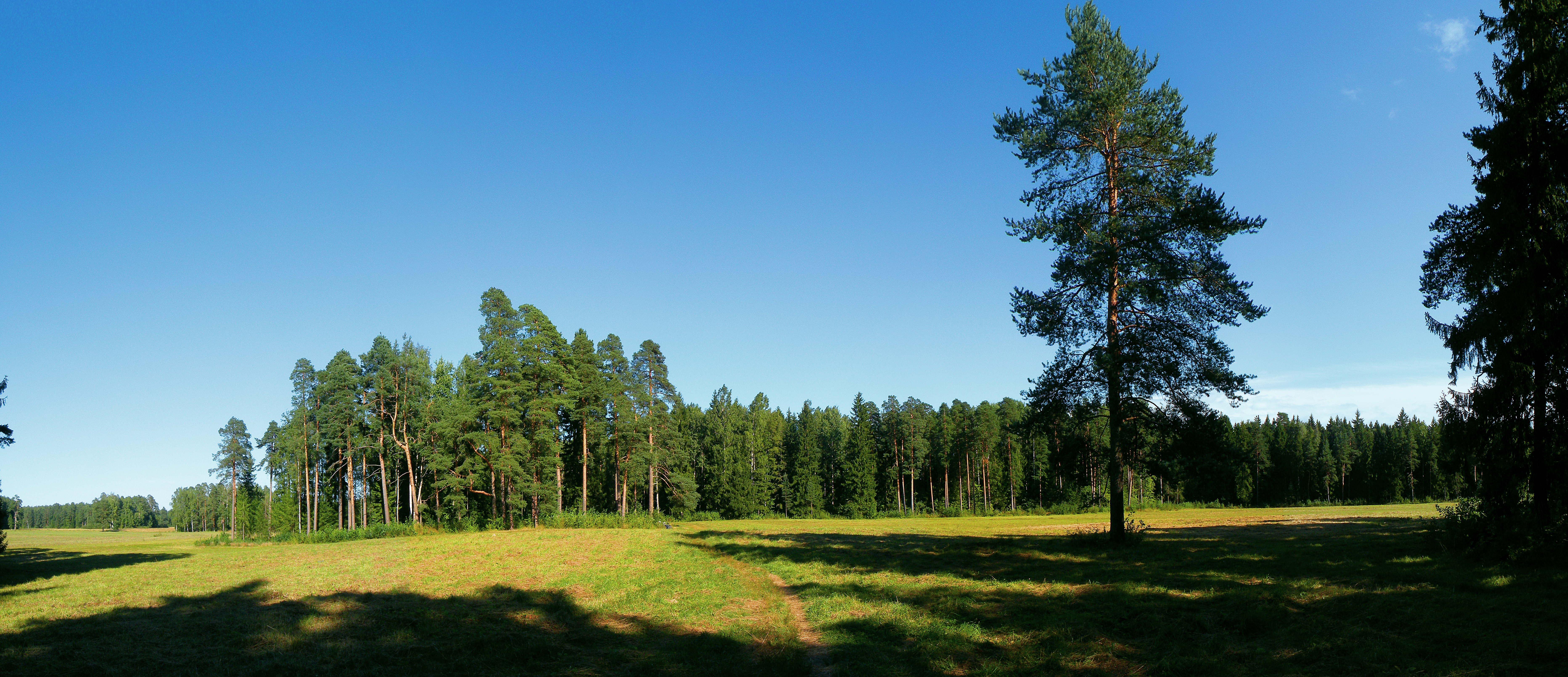
«Самое красивое место»
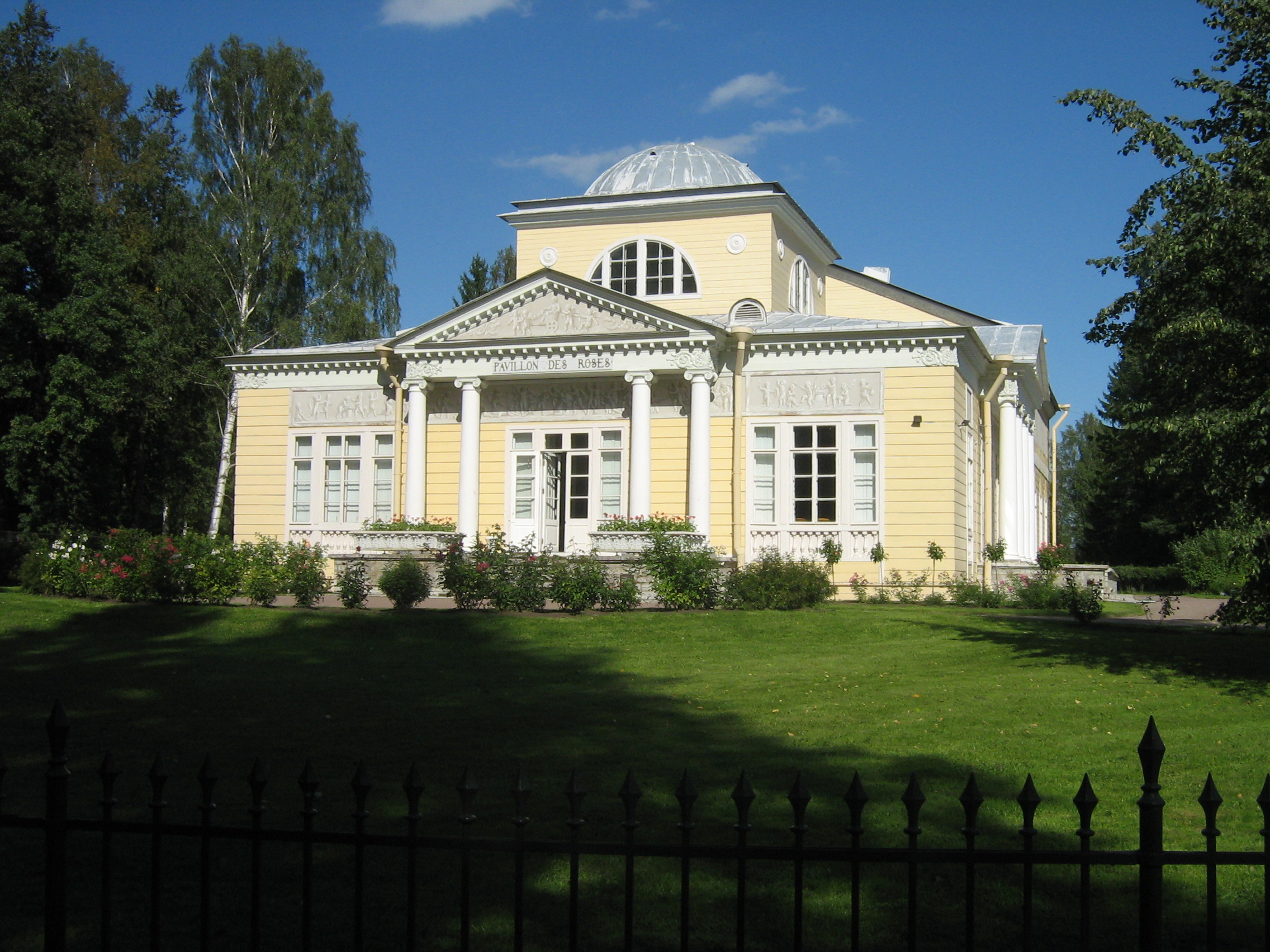
Розовый павильон
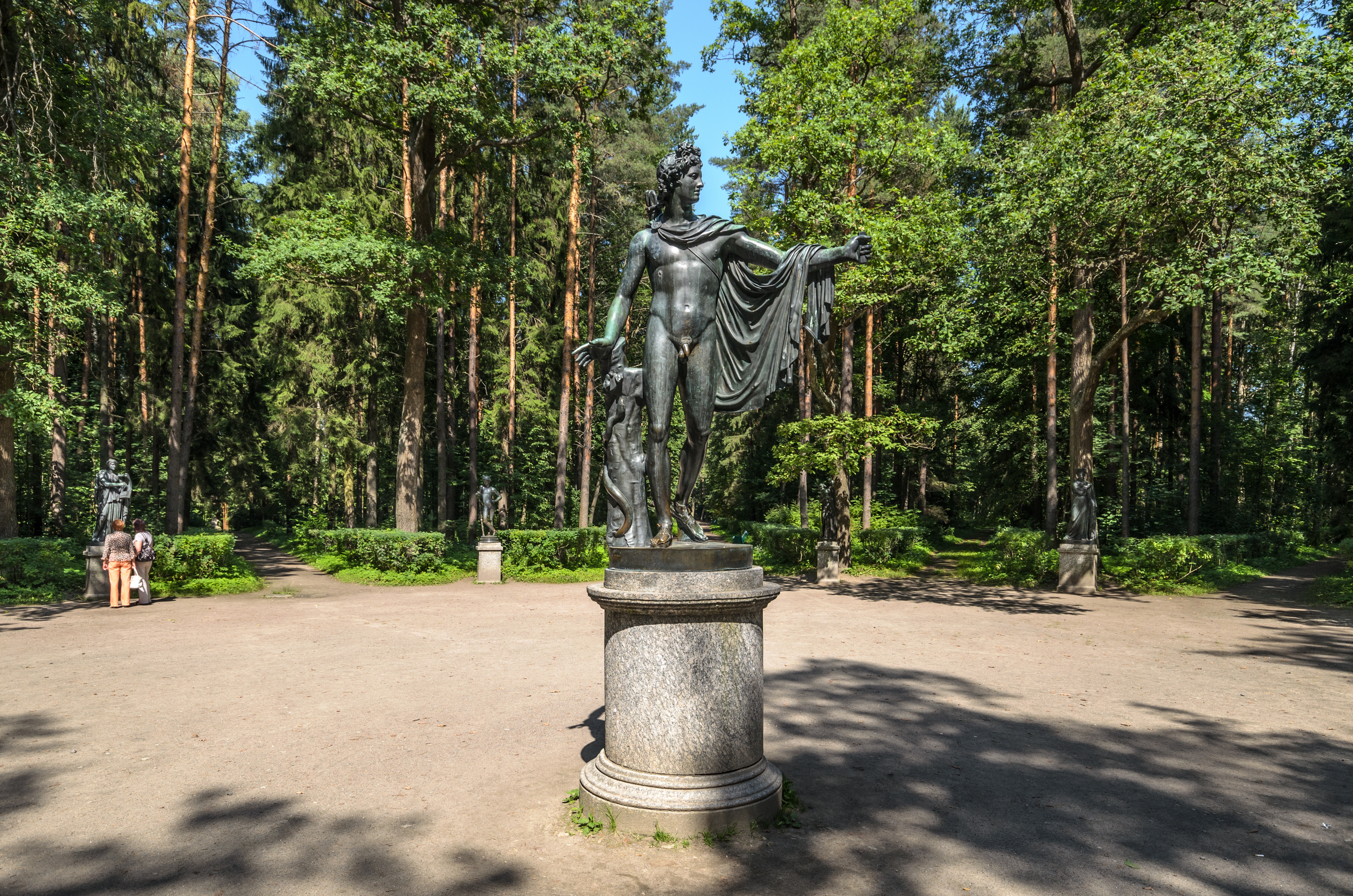
Двенадцать дорожек
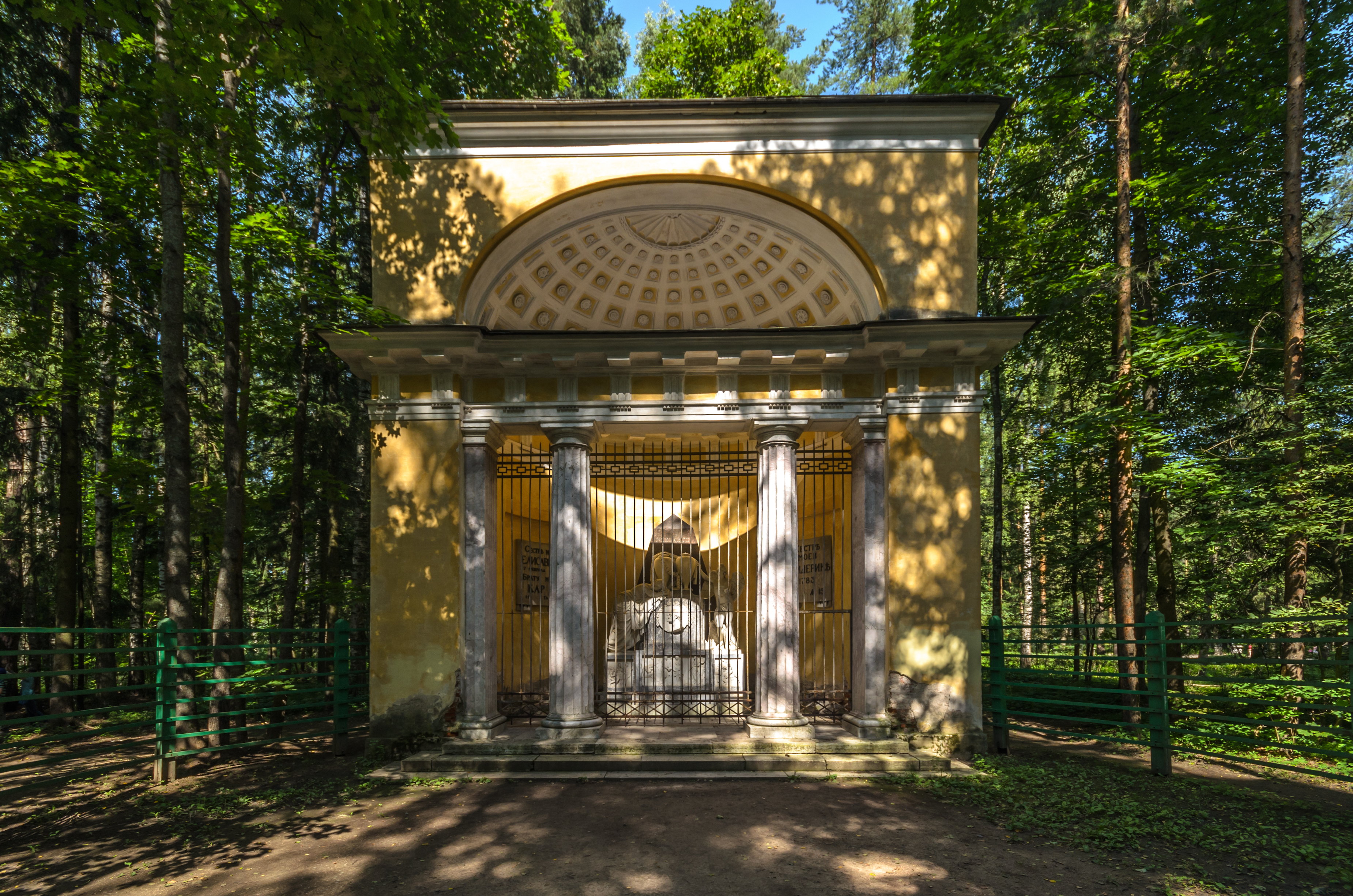
Памятник любимым родителям

### Новая Сильвия
Эти земли были добавлены к имению после того, как Павел I взошёл на престол. Новая Сильвия создавалась в 1799—1800 годах архитектором Винченцо Бренной, сохранившим характер обширного густого леса с его тайной тишиной и прохладой. Расположенные здесь статуя Аполлона Мусагета, колонна «Конец света» и Мавзолей супругу-благодетелю являются объектами культурного наследия.
- Статуя Аполлона Мусагета отлита литейным мастером Э. Гастеклу с оригинала IV века до н. э.
- Колонна «Конец света» ионического ордера, выполненная из розового олонецкого мрамора, была создана по проекту Ч. Камерона в 1783 году[39] и поначалу установлена в конце Тройной липовой аллеи, где в то время проходила граница великокняжеского парка — отсюда и её название. Впоследствии В. Бренна перенёс её сюда, в Новую Сильвию.
- Вид на Мавзолей супругу-благодетелю открывается в глубине района за оврагом. Мемориальное сооружение строилось в 1806—1819 годах в память об императоре Павле I по проекту архитектора Ж.-Ф. Тома де Томона. Мавзолей имеет вид греческого античного храма из четырёх дорических колонн красного гранита, стоящих на гранитном подиуме и поддерживающих фронтон с надписью «Супругу-Благодетелю». Вдоль стен тянется фриз из скорбных трагических масок с закрытыми глазами и застывшими каплями слёз. Внутри храма находится скульптурный монумент, созданный И. П. Мартосом и изображающий царственную женщину, оплакивающую урну с прахом; на его пьедестале изображено семейство императора Александра I[34].

Участки, примыкающие к Новой Сильвии, Павел I пожаловал в собственность своему придворному архитектору Винченцо Бренна и балетмейстеру Шарлю Ле Пику, который был отчимом Карла Росси.

### Красная долина
Планировка Красной долины — района парка, завершающего долину реки Славянки — была выполнена в 1801—1803 годах по проекту П. Гонзаго. Лесные береговые холмы с могучими деревьями (вековыми дубами и серебристыми ивами) контрастируют с открытым солнечным пейзажем долины. Здесь расположены охраняемые государством объекты культурного наследия Новосильвийский мост, Елизаветин павильон, Руины.
- Новосильвийский мост (1875, архитектор И. Я. Потолов, инженер-строитель А. Н. Чикалев) — каменный мост руинного характера, ранее имевший украшения в виде перил из берёзовых стволов.
- Елизаветин или Краснодолинный павильон — небольшая романтическая постройка, создана Ч. Камероном в 1800—1804 годах. Павильон имеет характер квадратной античной постройки с нарядным классическим портиком розового мрамора, окружённой массивной каменной колоннадой без завершения; первоначально на крыше была устроена площадка-бельведер с перилами из берёзовых стволов для любования красотой окружающей природы, на которую вела широкая лестница, с шатровым соломенным навесом на каменных столбах — всё это придавало павильону живописный вид остатков древнего сооружения. Внутри павильона при участии П. Гонзаго был сооружён светлый нарядный зал, с колоннами по углам, облицованный искусственным мрамором; строгую нарядность интерьера дополняют барельефы, наборный паркет и живописный плафон[34].
- Руина (1803—1807, архитектор Ч. Камерон) — искусственные развалины, примыкающие к склону холма, заросшему деревьями. Части каменного здания с аркадами и нишами изображают подлинные остатки античной архитектуры. Раньше в одной из ниш находилась статуя Венеры; другие мраморные статуи и архитектурные фрагменты, привезённые из Италии, были живописно разбросаны вокруг сооружения (сейчас хранятся в Государственном Эрмитаже)[34].

### Долина прудов
Этот район парка с суровыми, местами мрачными лесными пейзажами, глубокими прудами-оврагами, заполненными водой и окружёнными высокой стеной деревьев, создан декоратором П. Гонзаго. Ранее уединённый характер места дополняла романтическая беседка Новое шале, украшенная выполненной рукой Гонзаго росписью. В Долине прудов расположены Круглозальные и Новошалейные пруды, а также Венерин пруд с островом Любви, включённые в число объектов культурного наследия.
- Круглозальные пруды (конец XVIII века).
- Новошалейные пруды созданы в начале XIX века П. Гонзаго.
- В восточной части района в 1798 году по проекту Гонзаго вырыли Венерин пруд с островом Любви (или «Обворожённым островом»), который был оформлен трельяжной аркадой со статуей Амура в центре.

### Большая Звезда
При проектировании района Большой Звезды (или «Нового сада») Винченцо Бренна применил использованную ранее в Старой Сильвии композицию из расходящихся от центральной площадки дорожек-лучей; каждая дорожка имела своё название: Красного Солнца, Богатого поля, Зелёной женщины, Славянская, Старого Шале, Красного молодца, Дружеская, Грибная, Молодого жениха, Красного бугра, Водопроводная. Район предназначался для прогулок в экипажах и верховой езды. В районе Большой Звезды расположены находящиеся под охраной государства объекты культурного наследия: Круглый зал, Вокзальные пруды и другие.
- Круглый зал (или «Музыкальный салон») построен на центральной площадке в 1799—1800 годах В. Бренной в виде прямоугольного в плане павильона с портиками на боковых фасадах и апсидами на торцах. Он служил для музыкальных и танцевальных вечеров.
- Музыкальный вокзал (Курзал) с ресторанами и концертным залом построен по проекту архитектора А. И. Штакеншнейдера; его открытие состоялось 22 мая 1838 года. Здание было уничтожено во время Великой Отечественной войны. Сейчас на его месте установлен памятный камень.
- Вокзальные пруды (конец XVIII века)
- Стадион с футбольным полем

|                              |                       |                                        |             |                                                      |
| Мавзолей супругу-благодетелю | Колонна «Конец света» | Елизаветин павильон. Фото 1900-х годов | Круглый зал | Павловский музыкальный вокзал. Открытка 1900-х годов |

## Павловский парк в искусстве

### В паркостроении и архитектуре
Уже с 1780-х годов, то есть со времени задолго до завершения формирования Павловского парка, мотивы его сооружений и композиций широко заимствуются при создании различных пейзажный парков в Российской империи. Наиболее широко известны такие аналоги-заимствования как:
- Храм Цереры на Александровой даче — аналог колоннады Аполлона,
- Храм Флоры и Помоны на Александровой даче — аналог Памятника любезным родителям,
- Раковина Потёмкина в Александрии — аналог Памятника любезным родителям,
- Чугунные ворота в Кузьминках — аналог Чугунных ворот,
- Парк двенадцати лучей в Кузьминках — аналог Старой Сильвии.

Известные аналоги зданий и сооружений Павловского парка
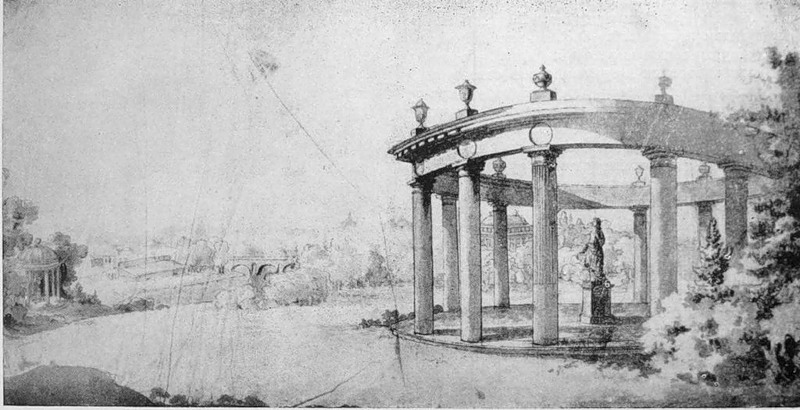
Храм Цереры на Александровой даче
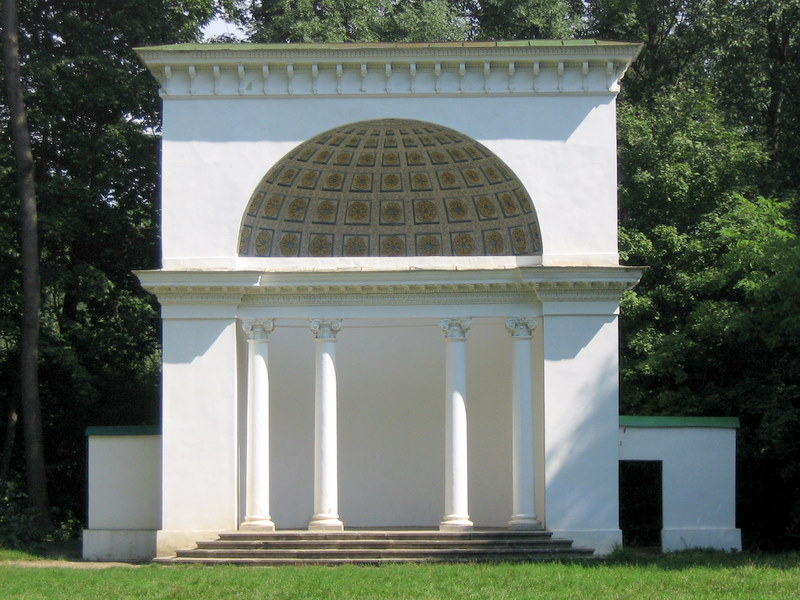
Павильон «Ротонда» в Александрии
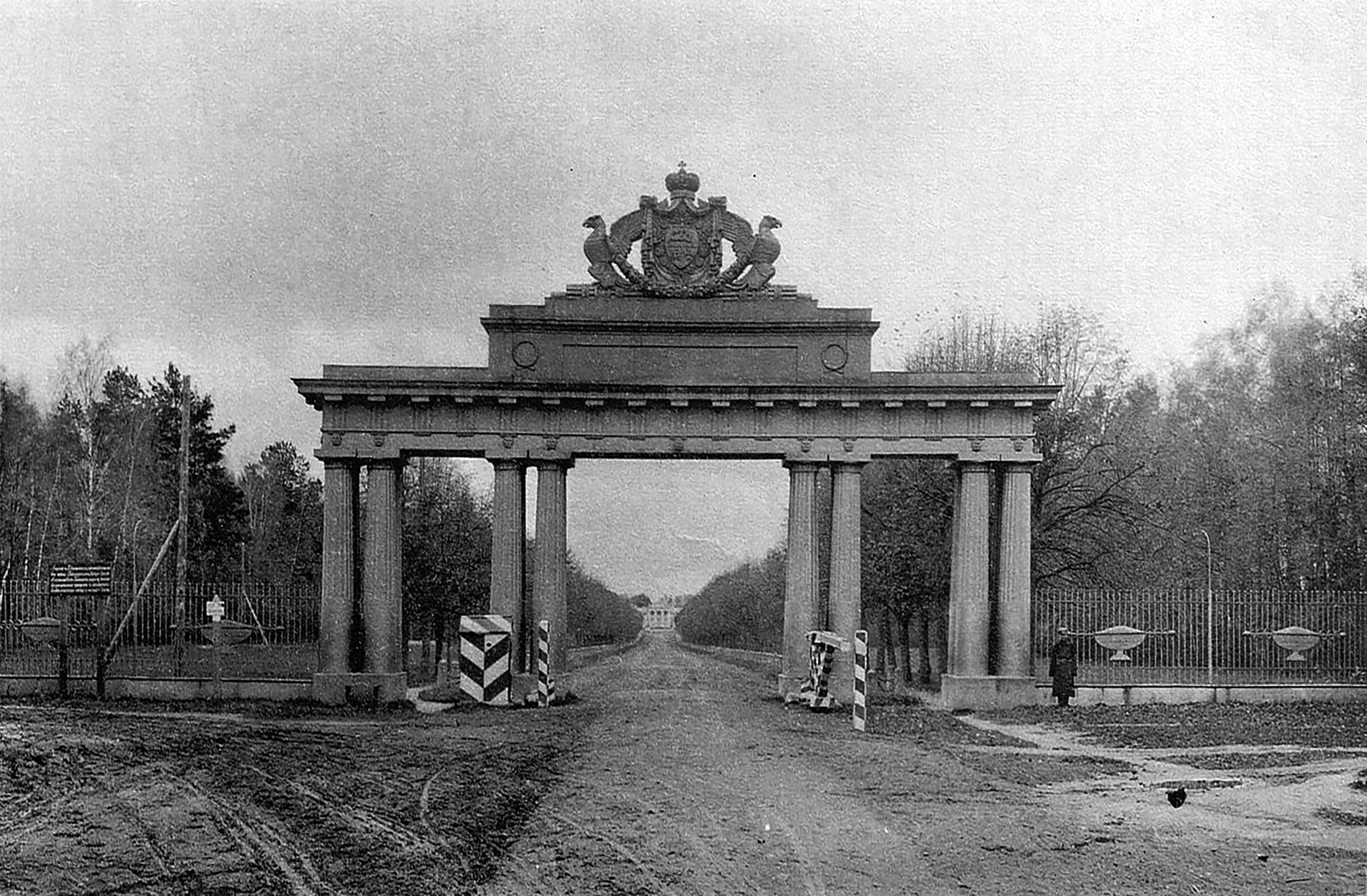
Чугунные ворота в Кузьминках
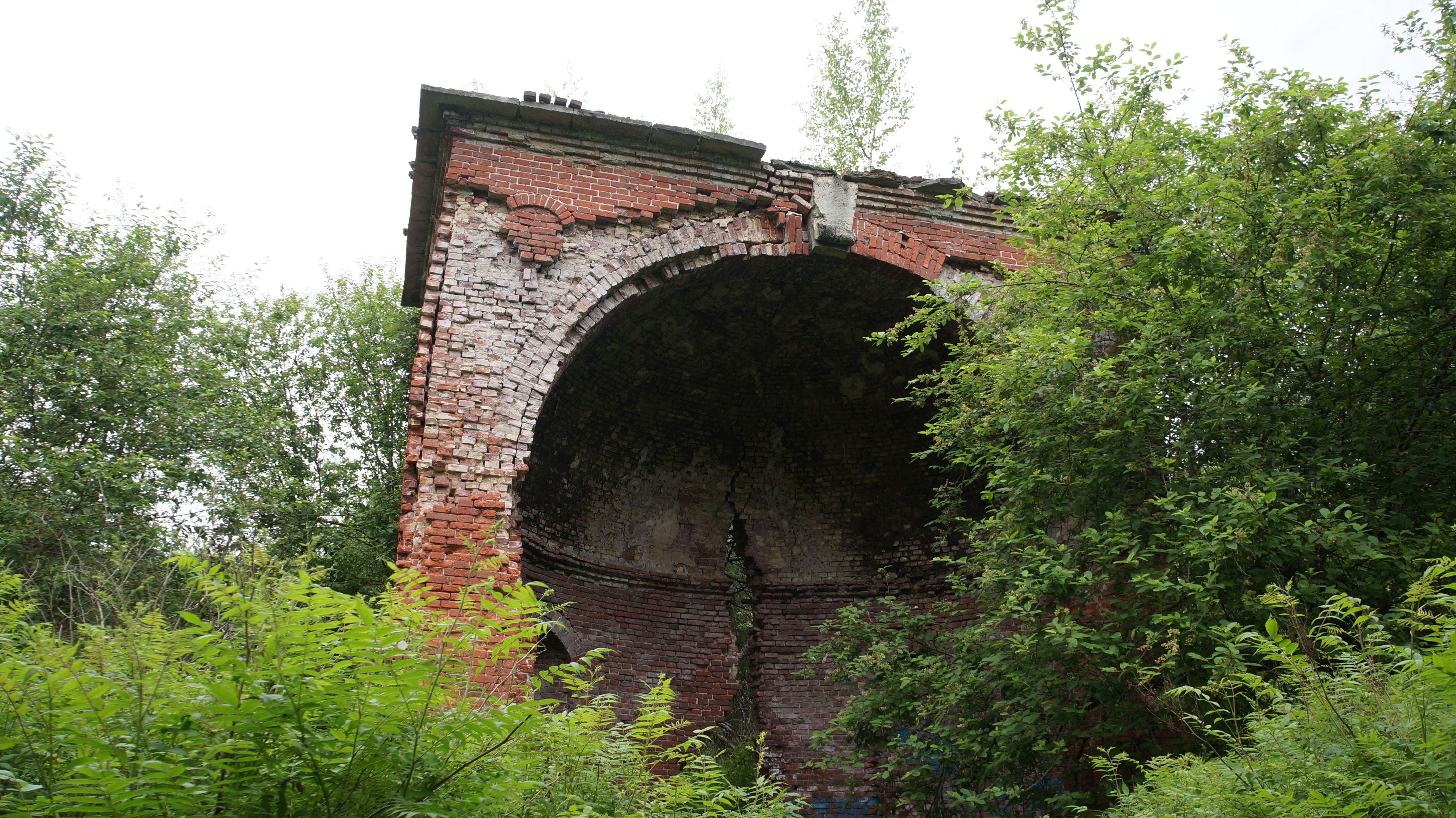
Храм Флоры и Помоны на Александровой даче

### В литературе
Впечатления о Павловске оставили побывавшие здесь в начале XIX века Н. Карамзин, В. Жуковский, Н. Гнедич, И. Крылов. Василий Жуковский подарил Марии Фёдоровне собственноручно оформленный альбом, посвящённый её имению. Он первым русским автором, который воспел в стихах Павловск, его особенную, верно им угаданную красоту (элегия «Славянка», 1815; «Подробный отчёт о Луне», 1820). «Что шаг, то новая в глазах моих картина…», — так Жуковский выразил своё восхищение своеобразием местных пейзажей. В альбом, хранившийся в Розовом павильоне, Иван Крылов собственноручно вписал одну из своих поэтических басен — «Василёк». Анна Ахматова описала Павловский парк в своём стихотворении 1915 года «Всё мне видится Павловск холмистый». Павловскому парку посвятил поэму лидер группы Сплин Александр Васильев.

### В кинематрографе
В Павловском парке снимались кинофильмы «Дворянское гнездо» (1969), «Прощание с Петербургом» (1971), «Синяя птица» (1976), «Ларец Марии Медичи» (1980), Идиот (телесериал) (2003), Мастер и Маргарита (телесериал) (2005) и другие.

## Комментарии
1. ↑  Ранее картина приписывалась М. И. Лебедеву. Авторство Волоскова подтверждает подпись у нижнего края картины, справа. На картине изображен Большой дворец в Павловске со стороны парка Мариенталь. Справа обелиск основателю Павловска, на втором плане — павильон Трёх граций, в центре — мраморная скульптура Трёх граций. См: Словарно-поисковая система «Тезаурус» Архивная копия от 4 января 2014 на Wayback Machine

### Памятники архитектуры — объекты культурного наследия
1. ↑  Объект культурного наследия № 7810339037 // Реестр объектов культурного наследия Викигида. Дата обращения: 2013-02-28.
2. ↑  Объект культурного наследия № 7810339071 // Реестр объектов культурного наследия Викигида. Дата обращения: 2013-02-28.
3. ↑  Объект культурного наследия № 7810339106 // Реестр объектов культурного наследия Викигида. Дата обращения: 2013-02-28.
4. ↑  Объект культурного наследия № 7810339112 // Реестр объектов культурного наследия Викигида. Дата обращения: 2013-02-28.
5. ↑  Объект культурного наследия № 7810339063 // Реестр объектов культурного наследия Викигида. Дата обращения: 2013-02-28.
6. ↑  Объект культурного наследия № 7810339067 // Реестр объектов культурного наследия Викигида. Дата обращения: 2013-02-28.
7. ↑  Объект культурного наследия № 7810339150 // Реестр объектов культурного наследия Викигида. Дата обращения: 2013-02-28.
8. ↑  Объект культурного наследия № 7810339046 // Реестр объектов культурного наследия Викигида. Дата обращения: 2013-02-28.
9. ↑  Объект культурного наследия № 7810339151 // Реестр объектов культурного наследия Викигида. Дата обращения: 2013-02-28.
10. ↑  Объект культурного наследия № 7810339065 // Реестр объектов культурного наследия Викигида. Дата обращения: 2013-02-28.
11. ↑  Объект культурного наследия № 7810339100 // Реестр объектов культурного наследия Викигида. Дата обращения: 2013-02-28.
12. ↑  Объект культурного наследия № 7810339048 // Реестр объектов культурного наследия Викигида. Дата обращения: 2013-02-28.
13. ↑  Объект культурного наследия № 7801263000 // Реестр объектов культурного наследия Викигида. Дата обращения: 2013-02-28.
14. ↑  Объект культурного наследия № 7810339040 // Реестр объектов культурного наследия Викигида. Дата обращения: 2013-02-28.
15. ↑  Объект культурного наследия № 7810339068 // Реестр объектов культурного наследия Викигида. Дата обращения: 2013-02-28.
16. ↑  Объект культурного наследия № 7810339047 // Реестр объектов культурного наследия Викигида. Дата обращения: 2013-02-28.
17. ↑  Объект культурного наследия № 7810339034 // Реестр объектов культурного наследия Викигида. Дата обращения: 2013-02-28.
18. ↑  Объект культурного наследия № 7810339052 // Реестр объектов культурного наследия Викигида. Дата обращения: 2013-02-28.
19. ↑  Объект культурного наследия № 7810339054 // Реестр объектов культурного наследия Викигида. Дата обращения: 2013-02-28.
20. ↑  Объект культурного наследия № 7810339069 // Реестр объектов культурного наследия Викигида. Дата обращения: 2013-02-28.
21. ↑  Объект культурного наследия № 7810339050 // Реестр объектов культурного наследия Викигида. Дата обращения: 2013-02-28.
22. ↑  Объект культурного наследия № 7810339039 // Реестр объектов культурного наследия Викигида. Дата обращения: 2013-02-28.
23. ↑  Объект культурного наследия № 7810339062 // Реестр объектов культурного наследия Викигида. Дата обращения: 2013-02-28.
24. ↑  Объект культурного наследия № 7810339051 // Реестр объектов культурного наследия Викигида. Дата обращения: 2013-02-28.
25. ↑  Объект культурного наследия № 7810339116 // Реестр объектов культурного наследия Викигида. Дата обращения: 2013-02-28.
26. ↑  Объект культурного наследия № 7810339073 // Реестр объектов культурного наследия Викигида. Дата обращения: 2013-02-28.
27. ↑  Объект культурного наследия № 7810339066 // Реестр объектов культурного наследия Викигида. Дата обращения: 2013-02-28.
28. ↑  Объект культурного наследия № 7810339120 // Реестр объектов культурного наследия Викигида. Дата обращения: 2013-02-28.
29. ↑  Объект культурного наследия № 7810339119 // Реестр объектов культурного наследия Викигида. Дата обращения: 2013-02-28.
30. ↑  Объект культурного наследия № 7810339081 // Реестр объектов культурного наследия Викигида. Дата обращения: 2013-02-28.
31. ↑  Объект культурного наследия № 7810339061 // Реестр объектов культурного наследия Викигида. Дата обращения: 2013-02-28.
32. ↑  Объект культурного наследия № 7810339058 // Реестр объектов культурного наследия Викигида. Дата обращения: 2013-02-28.
33. ↑  Объект культурного наследия № 7810339059 // Реестр объектов культурного наследия Викигида. Дата обращения: 2013-02-28.
34. ↑  Объект культурного наследия № 7810339060 // Реестр объектов культурного наследия Викигида. Дата обращения: 2013-02-28.
35. ↑  Объект культурного наследия № 7810339064 // Реестр объектов культурного наследия Викигида. Дата обращения: 2013-02-28.
36. ↑  Объект культурного наследия № 7810339104 // Реестр объектов культурного наследия Викигида. Дата обращения: 2013-02-28.
37. ↑  Объект культурного наследия № 7810339079 // Реестр объектов культурного наследия Викигида. Дата обращения: 2013-02-28.
38. ↑  Объект культурного наследия № 7810339094 // Реестр объектов культурного наследия Викигида. Дата обращения: 2013-02-28.
39. ↑  Объект культурного наследия № 7810339078 // Реестр объектов культурного наследия Викигида. Дата обращения: 2013-02-28.
40. ↑  Объект культурного наследия № 7810339045 // Реестр объектов культурного наследия Викигида. Дата обращения: 2013-02-28.
41. ↑  Объект культурного наследия № 7810339083 // Реестр объектов культурного наследия Викигида. Дата обращения: 2013-02-28.